# Główna Kluczowa Sztolnia Dziedziczna
Główna Kluczowa Sztolnia Dziedziczna (niem. Hauptschlüsselerbstollen) – sztolnia wodna, a jednocześnie podziemny kanał wodny wybudowany w latach 1800–1869 między Zabrzem a Królewską Hutą na Górnym Śląsku głównie na potrzeby kopalni Królowa Luiza. Najdłuższa sztolnia dziedziczna, a jednocześnie najdłuższa budowla hydrotechniczna w europejskim górnictwie węglowym. Udostępniona częściowo dla zwiedzających jako Sztolnia Królowa Luiza.

## Historia
Inicjatorem budowy i projektantem był Friedrich Wilhelm von Reden wraz z Johnem Baildonem. Projekt wzorowany był na podobnych rozwiązaniach, istniejących w kopalniach angielskich i węgierskich. Budowę sztolni rozpoczęto 23 czerwca 1799 roku . Sztolnia miała całkowitą długość 14,25 km. Wylot Głównej Kluczowej Sztolni Dziedzicznej znajdował się w Zabrzu, w dolinie rzeki Bytomki na wysokości 231,4 m n.p.m., gdzie przechodziła ona w wybudowany prawie równolegle Kanał Sztolniowy. Początek sztolni znajdował się koło szybu Krug I (później Jacek I), na terenie pola wschodniego kopalni Königsgrube (później „Król”) w Królewskiej Hucie. Spadek kanału wynosił 12,35 metra, czyli 0,87 m na kilometr. Jego szerokość wynosiła ok. 1,80 m, a wysokość ok. 2,5 m. Sztolnia została wybudowana na średniej głębokości 38 metrów pod poziomem gruntu i była drążona w tempie od 177 metrów do 520 metrów na rok – w zależności od warunków geologicznych. Sztolnię drążono ręcznie przy pomocy przeciwprzodków prowadzonych z 22 świetlików (niem. Lichtloch) oraz z kilku szybów wchodzących w skład kopalni „Król”. W miejscach, gdzie sztolnia była drążona w skale, nie stosowano obudowy, na pozostałych odcinkach wykonywano obudowę murowaną z kamienia lub cegły. Wentylacja sztolni odbywała się poprzez wspomniane 22 otwory na powierzchnię (świetliki).
Budowa sztolni miała dwa cele: odwodnienie państwowych kopalń: Królowa Luiza w Zabrzu i „Król” w Królewskiej Hucie oraz transport urobku łodziami poprzez Kanał Sztolniowy do huty w Gliwicach lub dalej, do Kanału Kłodnickiego. Całe przedsięwzięcie kosztowało ponad 889 tys. talarów. Do sztolni podziemnymi chodnikami odprowadzały też wody dołowe kopalnie prywatne (tzw. gwareckie). Transport węgla łodziami odbywał się już od 1806 roku. Łodzie poruszane były siłą mięśni ludzkich: robotnik stojąc zapierał się nogami na łodzi i jednocześnie odpychał się rękami od drewnianych kołków, osadzonych szeregiem w ścianach kanału. Jednorazowo w 3 lub 4 łodziach przewożono ok. 16 ton urobku, a zdolność transportowa wynosiła około 60 ton węgla kamiennego na zmianę. W celu usprawnienia transportu sztolnia miała 5 mijanek oraz trzy porty.
Wzrost wydobycia węgla spowodował, że przepustowość sztolni okazała się zbyt mała. Węgiel był przeładowywany na barki u wylotu sztolni. Ze względu na wyczerpanie się płytko położonych pokładów węgla kamiennego oraz na rezygnację z jego odbioru przez Królewską Odlewnię Żeliwa w Gliwicach (obecnie Gliwickie Zakłady Urządzeń Technicznych), a także w związku z rozwojem transportu kołowego (drogowego i szynowego) najpierw zrezygnowano z transportu węgla. Sztolnia była wykorzystywana do transportu urobku do końca lat 30. XIX wieku, od 1834 roku rozpoczęto eksploatację pokładów zalegających poniżej poziomu sztolni, co doprowadziło do problemów z utrzymaniem niwelacji sztolni, a także naruszyło skały spągowe, czego efektem było wyciekanie wody ze sztolni do niższych wyrobisk.
Rozwój nowoczesnych metod odwadniania kopalń w drugiej połowie XIX w., opartych na wykorzystaniu maszyn parowych, zmniejszył zainteresowanie funkcjonowaniem sztolni. Do końca lat 60. XIX wieku sztolnia odwadniała kopalnie gwareckie: „Franz” w Świętochłowicach, „Quintoforo” w Chropaczowie, „Saara”, „Eintracht”, „Belovsegen” i „Lithandra” w Nowym Bytomiu, „Catharina” i „Carl Emanuel” w Rudzie Śląskiej. Najpierw z odwadniania tą drogą zrezygnowała kopalnia „Król” oraz kopalnie gwareckie. Od lat 60. XIX wieku do 1953 roku sztolnia była wykorzystywana jako kolektor ściekowy dla pola zachodniego kopalni Królowa Luiza (Zabrze). W 1953 roku zlikwidowany został wylot (okno, niem. Mundloch) sztolni ozdobiony napisem Glück Auf (niemiecki odpowiednik alternatywnie używanego przez górników na Śląsku Szczęść Boże) mieszczący się przy ulicy Miarki (dawniej Stollenstrasse – ulica Sztolniowa), a sama sztolnia zamurowana, otamowana i częściowo podsadzona, a jakiekolwiek jej wykorzystanie zostało zaprzestane.
Sztolnia była niewątpliwe interesującym projektem górniczym, lecz długi czas realizacji tego projektu – ponad 64 lata – spowodował, że już w momencie ukończenia straciła na znaczeniu zarówno jako droga transportowa, jak i jako element systemu odwadniania kopalń (rozpowszechnienie się wydajnych pomp o napędzie parowym) i pełniła jedynie funkcje pomocnicze.

## Rewitalizacja
Rudzka Spółka Węglowa SA przekazała Muzeum Górnictwa Węglowego w Zabrzu obiekty zlikwidowanego pola zachodniego Kopalni Węgla Kamiennego Zabrze. Pomysł odtworzenia zabrzańskiego odcinka sztolni pojawił się w 1998 roku, a w 1999 roku wykonano pierwszy rekonesans i stwierdzono doskonały stan zachowania obudowy sztolni na odcinku około 250 m. Przez następne 10 lat prowadzono próby eksploracji sztolni od strony jej dawnego wylotu, w wyniku czego stwierdzono dobry stan zachowania wyrobiska na odcinku około 2 km. W 2000 roku utworzono stowarzyszenie „Pro Futuro”, którego zadaniem było upowszechnianie wiedzy o sztolni i dążenie do jej udostępnienia dla turystów. Od 2009 roku trwały prace zmierzające do udostępnienia odcinka sztolni o długości 2,5 km pod Zabrzem w celach turystycznych. W 2010 roku uzyskano dofinansowanie inwestycji ze środków Unii Europejskiej w wysokości 41,410 mln zł. Udostępnienie sztolni miało kosztować około 71 milionów złotych (szacunki z 2012 roku). Środki miały pochodzić od miasta Zabrze oraz sejmiku samorządowego województwa śląskiego, a także z dotacji unijnej. Koszt rewitalizacji wyniósł jednak około 100 mln złotych.
Sztolnia została udostępniona dla zwiedzających szybem Carnall, który udrożniono na odcinku 46 m. Udrożniono także szyb Wyzwolenie do głębokości 42 m. W 2017 r. został udostępniony dla zwiedzających fragment o długości 1,5 km wraz z chodnikiem podstawowym w pokładzie węgla 510 kopalni „Królowa Luiza”. Chodnik ten powstał w 1819 roku, co czyni go najstarszym dostępnym wyrobiskiem wykonanym w węglu. W 2018 r. została udostępniona druga część sztolni, która zawiera też podziemny spływ o długości ponad 1100 m.

## Galeria

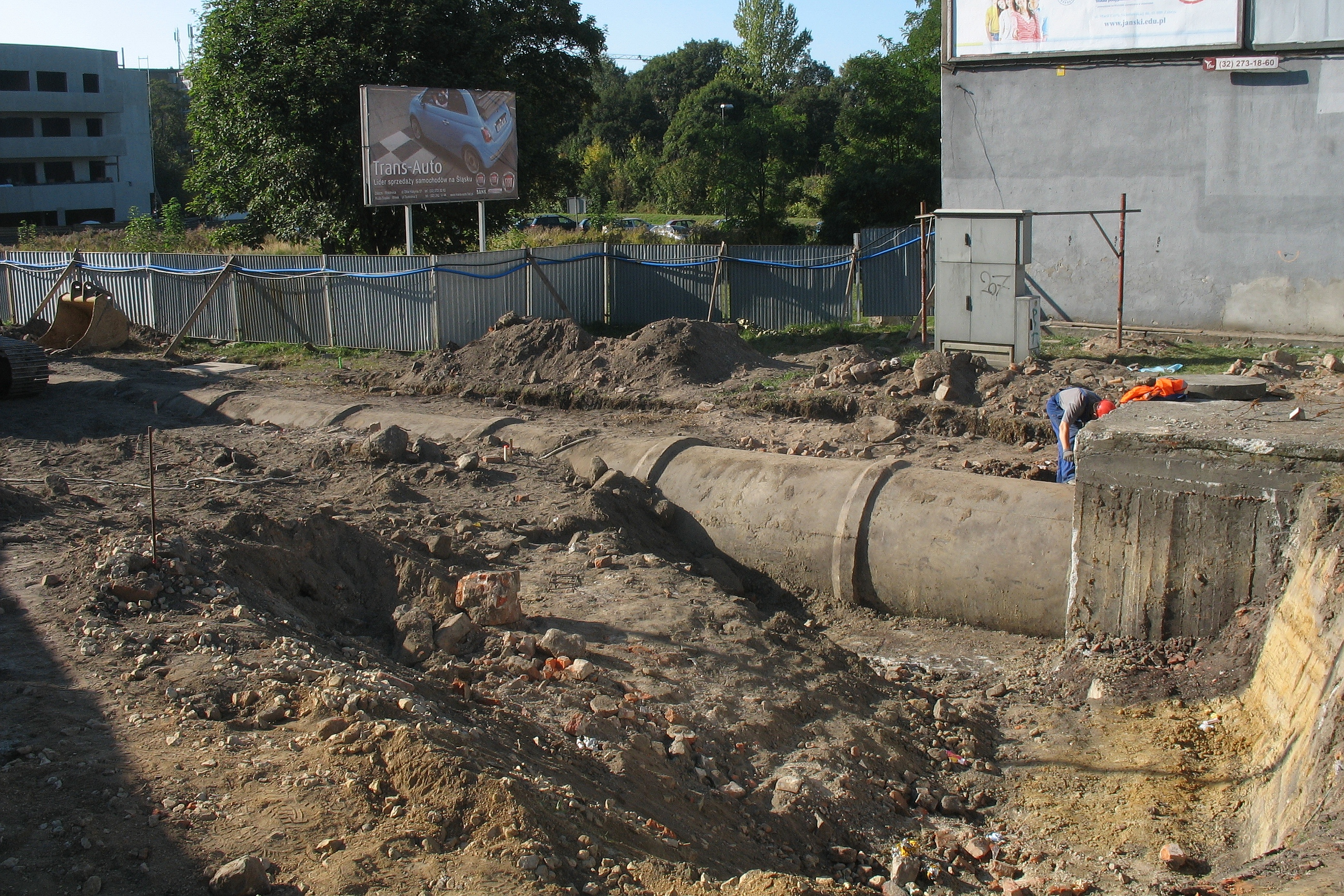
Prace przy udrażnianiu wylotu Głównej Kluczowej Sztolni Dziedzicznej
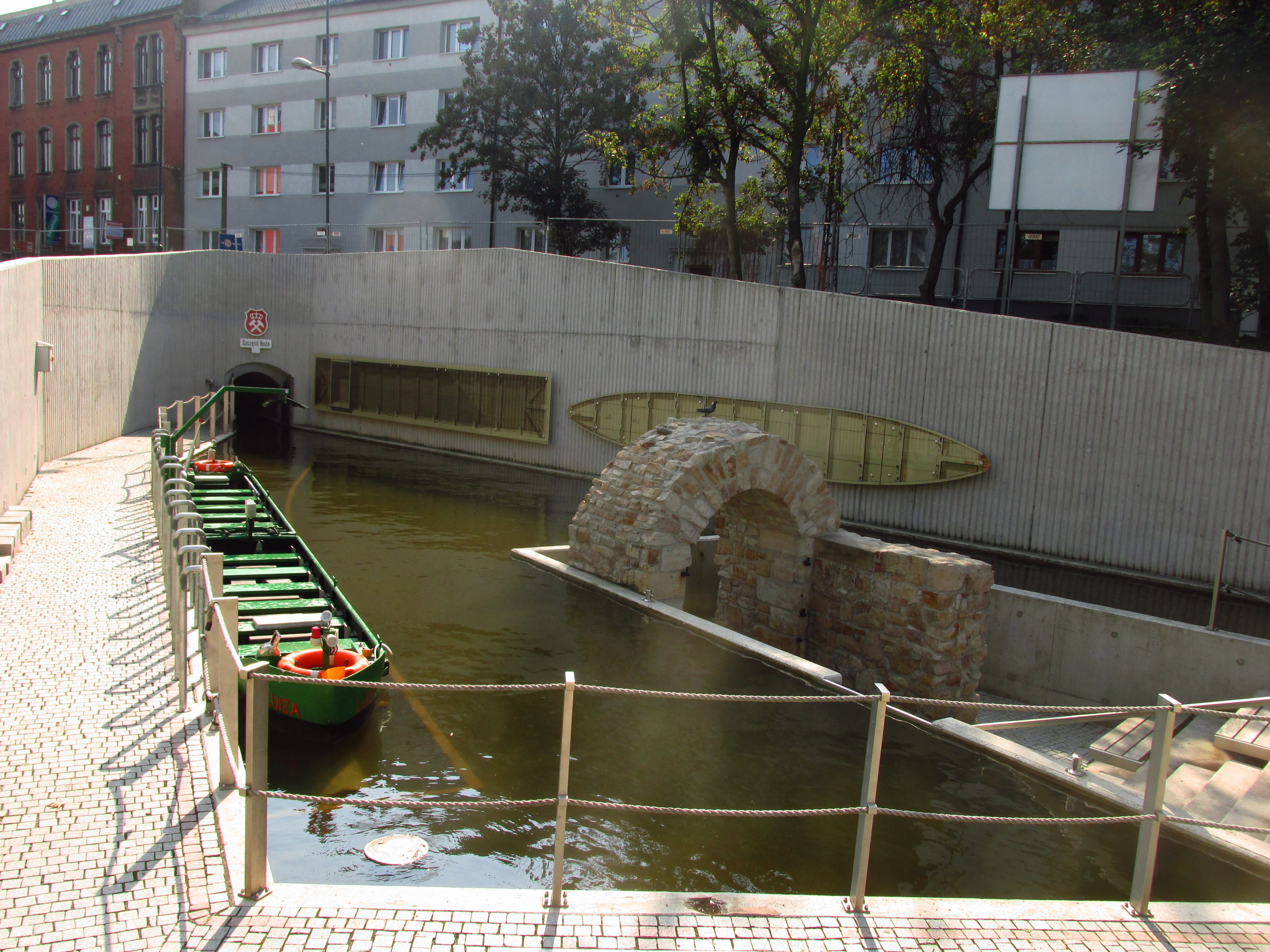
Odtworzone okno (wylot) sztolni z portem w centrum Zabrza
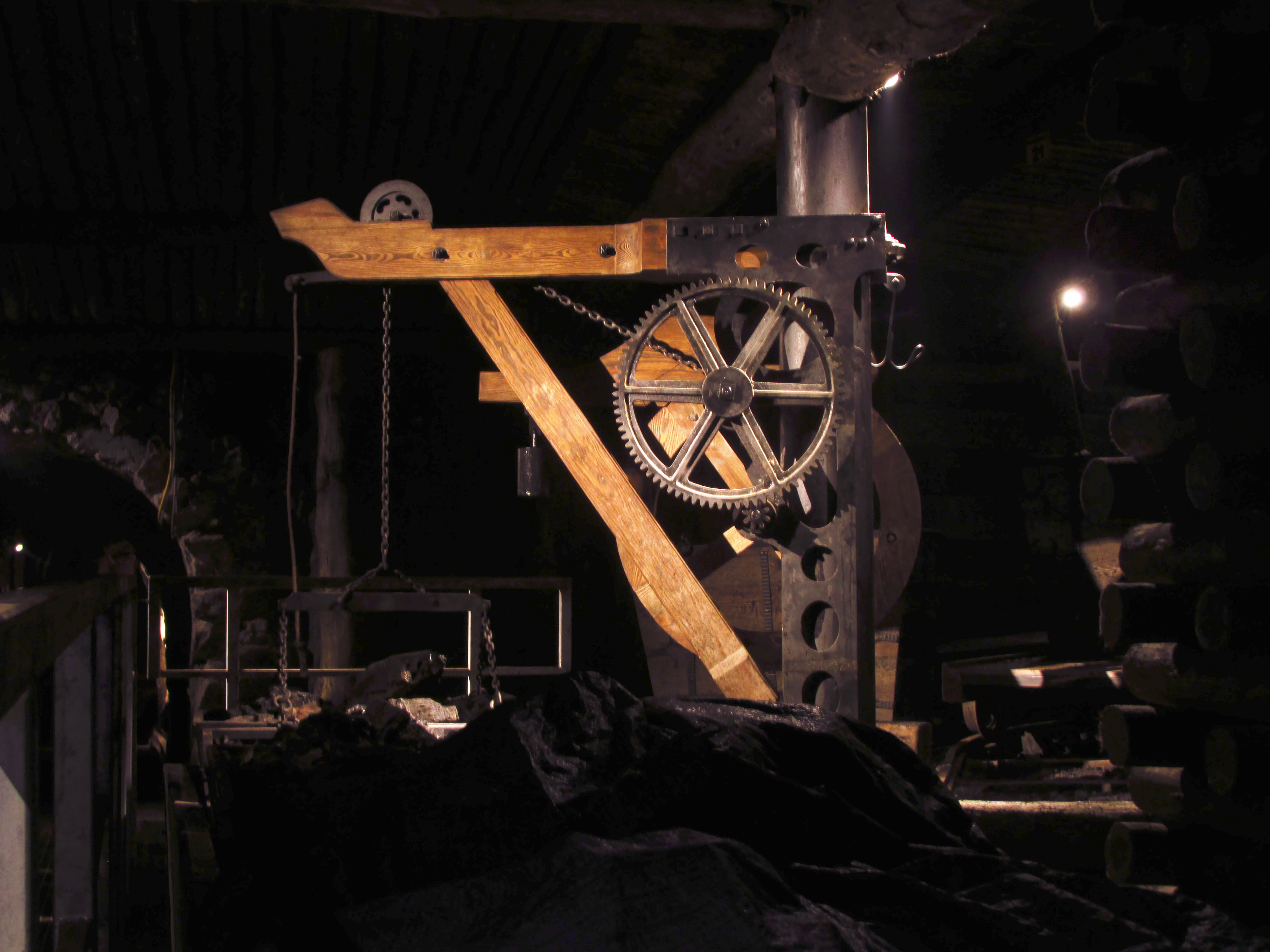
Replika żurawia z pierwszej połowy XIX wieku w porcie podziemnym
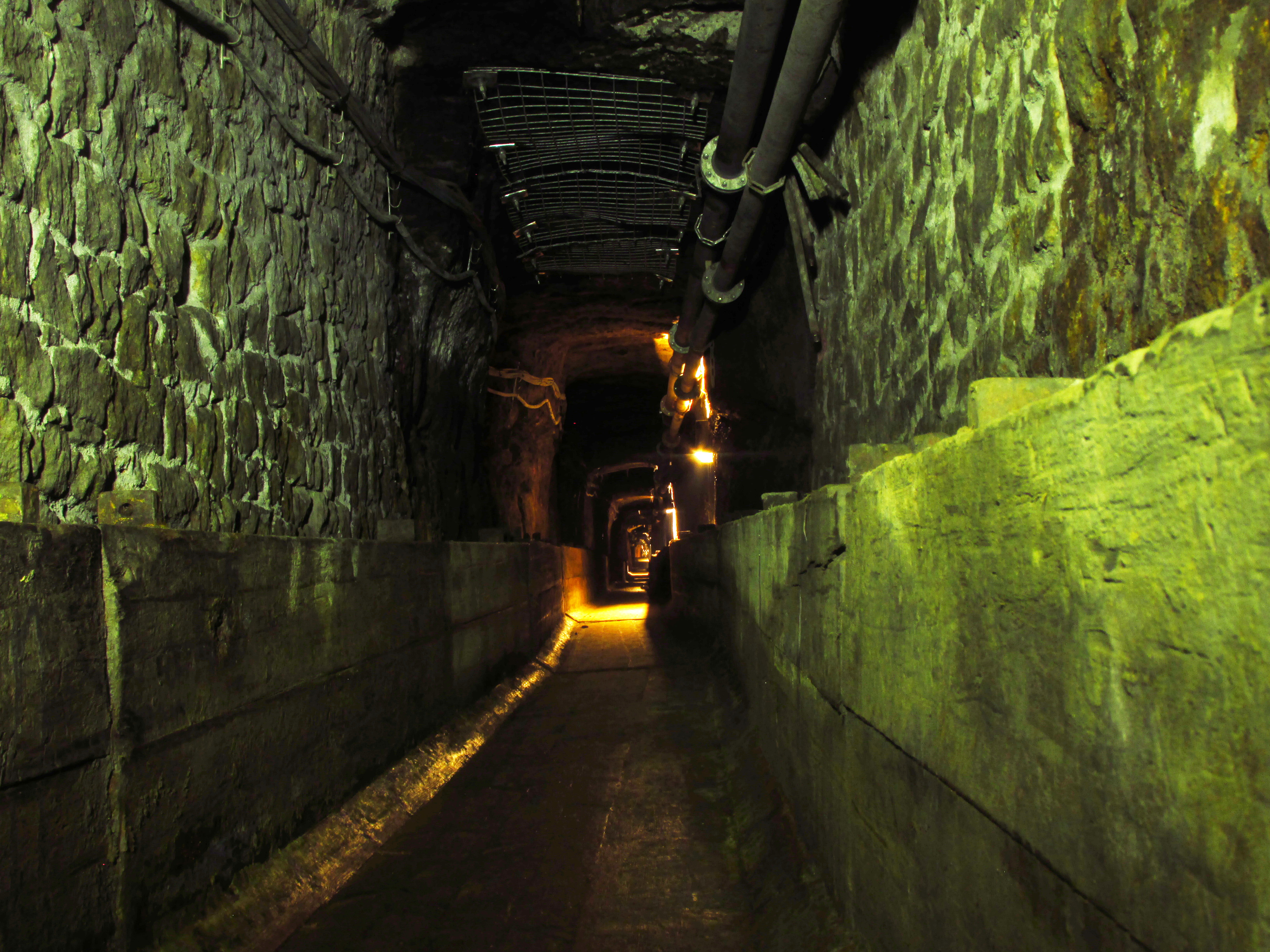
Drewniane XIX-wieczne koryta w południowej nitce sztolni
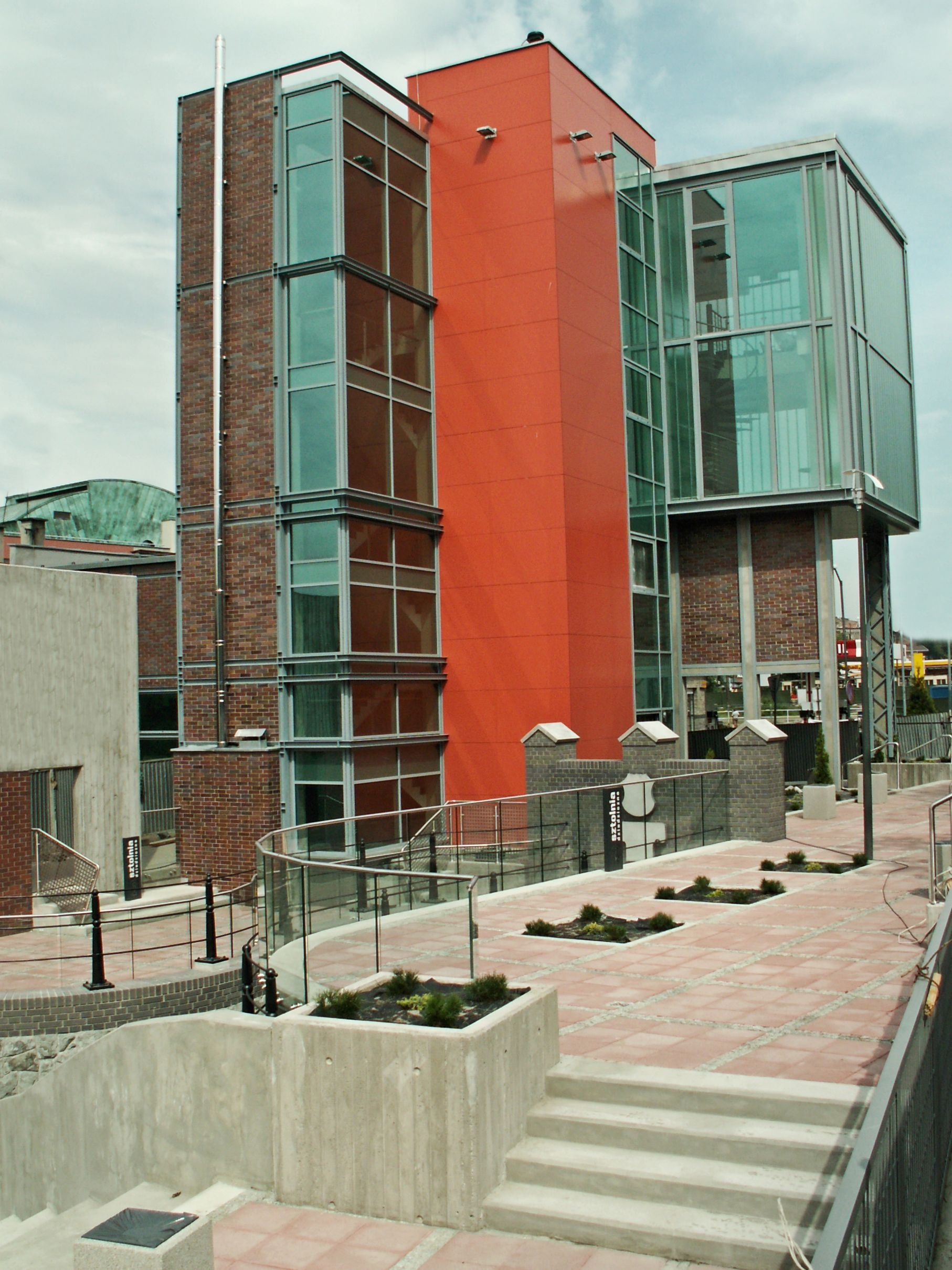
Wejście do kompleksu turystycznego sztolni od strony ul. K. Miarki